# 威廉·艾克
威廉·雅各·“维姆”·艾克（荷蘭語：Willem Jacobus "Wim" Eijk；1953年6月22日—）是荷蘭籍天主教司鐸級樞機及現任烏特勒支總教區總主教。

## 生平
艾克於荷蘭北荷蘭省Duivendrecht在出生。1978年，在阿姆斯特丹大學學習醫學並獲得了學位。於1985年6月1日，在魯爾蒙德教區晉鐸，從1979年，他於萊頓大學就讀醫學倫理學。在1987年，他完成了醫學博士學位，而論文是有關於安樂死。
他在1990年於宗座聖多默大學完成哲學博士。艾克也在羅馬宗座拉特朗大學，獲得了神學碩士學位和博士學位，同時在Rolduc的神學院教導道德神學。1997年至2002年，他是國際神學委員會的成員。
1999年11月6日晉牧，並獲教宗若望保祿二世任命為格羅寧根教區主教。直到2007年12月11日，由於亞德·若望·西莫尼斯樞機榮休，因此艾克接替擔任烏特勒支總教區正權總主教。他除了是烏特勒支總主教，還於2008年5月任命為聖座聖職部成員。
2012年2月18日，他被教宗本篤十六世冊封為司鐸級樞機，領聖加理多一世堂區司鐸銜。同年4月21日，他被任命為聖座教育部的成員。他曾參與2013年教宗選舉秘密會議，當時選出的是教宗方濟各。

## 牧徽

威姆·埃克枢机牧徽
威姆·埃克主教牧徽